# 존 돌턴
존 돌턴(John Dalton, FRS, 1766년 9월 6일~1844년 7월 27일)은 잉글랜드의 화학자이자 물리학자, 기상학자이다. 원자설의 첫 제창자로 알려져 있다. 또한 색각 이상으로, 그는 자신이 보통 사람들이 볼 수 있는 색을 다 구별하지 못한다는 것을 깨닫고 색각 이상에 대해 최초로 연구하기도 하였다. 적록색각이상(돌터니즘,daltonism)의 어원이 되었다.

## 생애
컴벌랜드의 이글필드 출생으로, 초등학교를 졸업한 후, 12세 나이로 자립하여 생활하였다. 고향의 초등학교에서 초등교육을 받고, 그 곳의 교사가 1778년에 은퇴하면서 12세에 교사가 되어 켄들에서 학교를 경영하는 형을 도우면서 수학·자연 과학을 가르쳤다. 1793년에 맨체스터 대학교에 입학해 자연학을 배우기 시작했고, 1794년에는 자신의 색맹을 주제로 하는 논문을 발표하였으며 맨체스터 문학·철학협회(맨체스터 문철협회)의 회원이 되었다. 1800년에 대학을 그만두고, 1801년에는 분압의 법칙, 이른바 돌턴의 법칙을 발표했다. 1803년에는 원자설을 제창했다. 원소기호도 제안했지만, 탄소를 나타내는 낮은 단계의 것이라 널리 퍼지지는 않았다. 1804년에는 배수비례의 법칙을 발표했다. 배수비례의 법칙은 원자설을 뒷받침하고, 분자설로 연결되었다. 화학 이외의 영역에서는 빛의 굴절과 반사, 하늘의 색이나 증기에 관한 고찰 등에 대한 연구를 했다.
프랑스의 화학자 조제프 루이 게이뤼삭과는 대립하였다. 1822년에 왕립 학회 회원으로 선출되었고, 1826년에는 로얄 메달을 수상했다. 1844년에 맨체스터에서 사망했다.

## 학문적 업적
1793년부터 색맹에 대한 정밀 연구로 많은 논문을 발표하였는데, 그 자신이 색맹이었다. 또, 그는 기상 관측에 흥미를 가져 죽기 직전까지 이에 대한 연구를 계속하였다. 이 연구에서 기체에 대한 흥미가 생겨 기체에 대한 여러 법칙을 발견하였다. 분압의 법칙, 기체의 액체에의 용해도, 배수 비례의 정률과 원자설이 있다. 그는 친구인 톰슨의 저서를 빌려 이 법칙을 일반인에게 소개하였다. 그의 원자론은 근대 화학의 확립이라는 점에서 볼 때 매우 큰 의의를 가지고 있다. 1826년 런던 왕립 학교 회원을 지냈으며, 저서로 <새 화학 대제> 등이 있었다고 한다

## 원자설

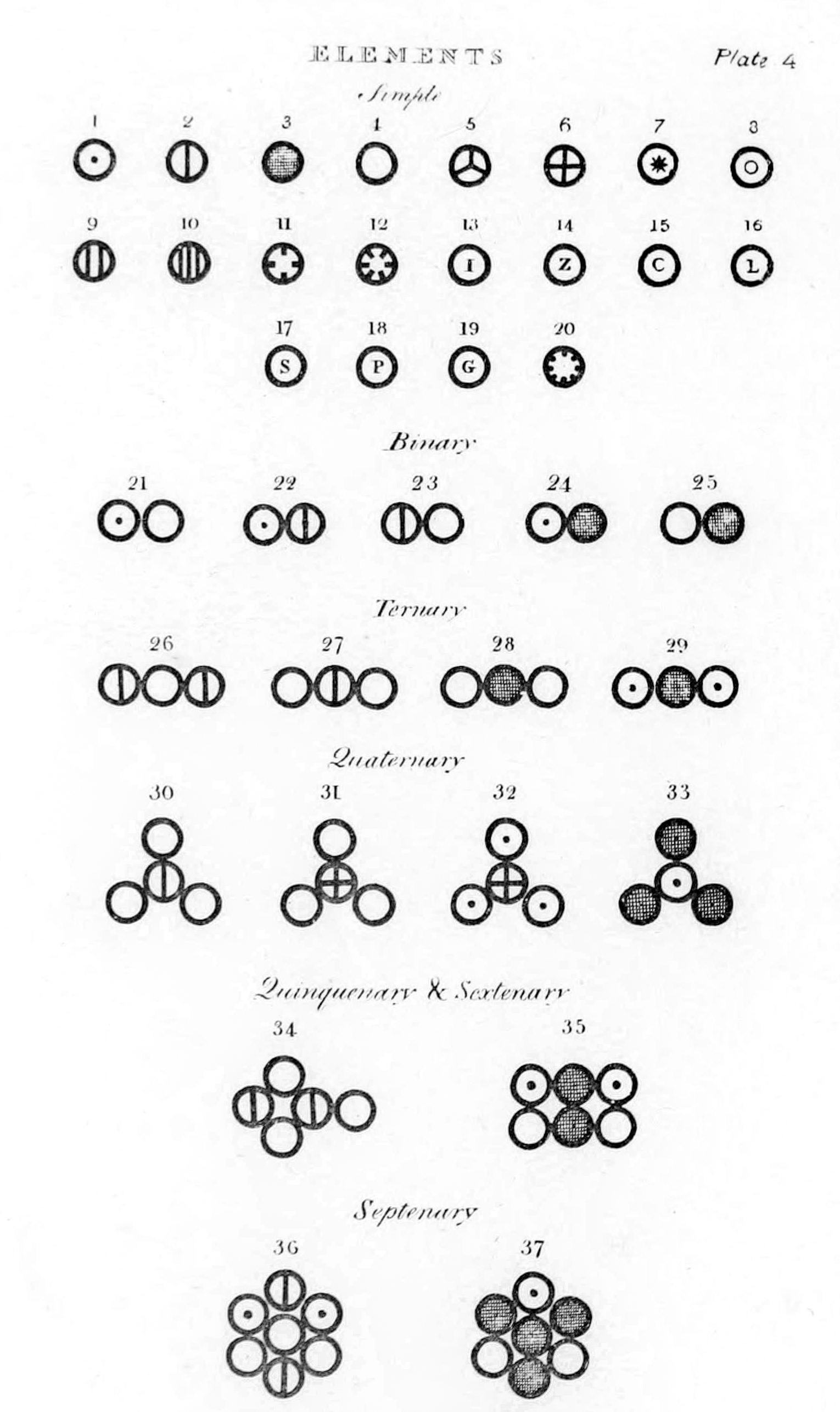
돌턴의 원자 기호와 이를 이용한 분자 모델

돌턴은 1800년 맨체스터 문철협회의 간사로 선임되었다. 그 해에 돌턴은 문철협회보에 주로 기체를 다룬 네편의 실험 소고를 발표하였다. 네편의 소고는 1802년 문철연보에 포함되어 출판되었다. 이 소고를 통하여 돌턴은 질량 보존의 법칙과 일정 성분비의 법칙이 모순되지 않도록 설명하기 위해, 만물이 원자로 구성되었다는 다음의 원자설을 제창했다.
1. 같은 원소의 원자는 같은 크기와 질량, 성질을 가진다.
2. 원자는 더 이상 쪼개질 수 없다.
3. 원자는 다른 원자로 바뀔 수 없으며 없어지거나 생겨날 수 없다.
4. 화학반응은 원자와 원자의 결합 방법만 바뀌는 것으로, 원자가 다른 원자로 바뀌지는 않는다. 따라서 질량이 보존된다.
5. 화합물을 만들때 다른 종류의 원자들은 정수배로 결합할 수밖에 없다.

그러나 현재 그의 가설 중 3개는 실험 결과 잘못된 것으로 판명되었다.
1. 원자는 쪼개질 수 있다(양성자, 중성자 등 원자보다 작은 입자로 구성된다).
2. 원자는 다른 원자로 바뀔 수 있다(핵분열, 핵융합).
3. 동위원소는 성질은 거의 같으나 질량값은 다르다.

때때로 2번 항목을 '원자는 화학적인 방법으로 바뀔 수 없다'라고 하는 경우가 있는데, 이의 경우는 원자가 다른 원자로 바뀔 수 있다 하더라도 그것은 물리적인 변화이기 때문에 반론을 제시할 수 없다.

## 주요 연구
- 1798년 색각 이상
- 1801년 돌턴의 법칙
- 1802년 원자설
- 1804년 배수비례의 법칙